# 阿克塞尔·尼尔松
阿克塞尔·尼尔松（瑞典語：Axel Nilsson，1904年11月12日—1978年4月22日），生于斯德哥尔摩，瑞典男子足球、冰球、班迪球运动员，在足球的场上位置是前锋，在冰球的场上位置是后卫。